# Tonnégrande
Tonnegrande (aussi: Tonnégrande) est un village de Guyane qui fait partie de la commune de Montsinéry-Tonnegrande.

## Histoire
La commune de Tonnegrande a été créée en 1879 sur une ancienne plantation. Tonnegrande était une zone d'exploitation forestière, et après l'abolition de l'esclavage, a attiré de nombreux chercheurs d'or. En 1942, les bourgs de Montsinéry et Tonnegrande sont fusionnées en une seule commune. Tonnegrande est la ville la plus modeste. L'économie repose principalement sur l'agriculture et la foresterie.